# Лоп
37°04′24″ пн. ш. 80°10′51″ сх. д. / 37.07345° пн. ш. 80.18092° сх. д.
Лоп (кит. 洛浦县, пін. Luòpŭ Xiàn, трансліт. Lop) — один із повітів КНР у складі префектури Хотан, СУАР. Адміністративний центр — містечко Лоп.

## Географія
Повіт Лоп лежить на висоті близько 1350 метрів над рівнем моря в пустелі Такла-Макан. Західним кордоном повіту слугує річка Юрункаш, після її злиття з річкою Хотан — остання.

### Клімат
Повіт знаходиться у зоні, котра характеризується кліматом пустель помірного поясу. Найтепліший місяць — липень із середньою температурою 24,5 °C. Найхолодніший місяць — січень, із середньою температурою -4,6 °С.
| Клімат повіту Лоп       | Клімат повіту Лоп | Клімат повіту Лоп | Клімат повіту Лоп | Клімат повіту Лоп | Клімат повіту Лоп | Клімат повіту Лоп | Клімат повіту Лоп | Клімат повіту Лоп | Клімат повіту Лоп | Клімат повіту Лоп | Клімат повіту Лоп | Клімат повіту Лоп | Клімат повіту Лоп |
| Показник                | Січ.              | Лют.              | Бер.              | Квіт.             | Трав.             | Черв.             | Лип.              | Серп.             | Вер.              | Жовт.             | Лист.             | Груд.             | Рік               |
| Середній максимум, °C   | 1,7               | 7,3               | 16,2              | 23,9              | 28,1              | 31                | 32,3              | 31,4              | 27,5              | 21,1              | 12,2              | 3,6               | 19,7              |
| Середня температура, °C | −4,6              | 0,6               | 8,9               | 15,9              | 20,1              | 23,2              | 24,5              | 23,3              | 18,6              | 11,3              | 3,7               | −2,8              | 11,9              |
| Середній мінімум, °C    | −9,9              | −5,2              | 1,9               | 8,3               | 12,7              | 16,2              | 17,8              | 16,4              | 11,1              | 3,2               | −3                | −7,8              | 5,1               |
| Норма опадів, мм        | 1.7               | 1.5               | 2.5               | 3.2               | 6.8               | 9.5               | 8.4               | 4.1               | 3.3               | 1.3               | 0.3               | 0.8               | 43.4              |
| Вологість повітря, %    | 60                | 50                | 39                | 37                | 44                | 49                | 55                | 59                | 60                | 58                | 55                | 61                | 52.3              |
| ----------------------- | ----------------- | ----------------- | ----------------- | ----------------- | ----------------- | ----------------- | ----------------- | ----------------- | ----------------- | ----------------- | ----------------- | ----------------- | ----------------- |
| Джерело: data.cma.cn    |                   |                   |                   |                   |                   |                   |                   |                   |                   |                   |                   |                   |                   |